# Sul Gaúcho
A Região Sul do Rio Grande do Sul é uma das seis do estado. Caracteriza-se por fazer fronteira com o Uruguai e o Oceano Atlântico. As principais cidades são Pelotas e Rio Grande, com as maiores populações da região, e o Chuí, por ser o ponto mais meridional do Brasil.

## Território
Seu territórioabrange uma área de 39.960,00 Km² e é composto por 25 municípios: Amaral Ferrador, Arroio Grande, Candiota, Capão do Leão, Aceguá, Arroio do Padre, Canguçu, Cerrito, Herval, Hulha Negra, Morro Redondo, Pedras Altas, Pedro Osório, Pinheiro Machado, Piratini, Chuí, Cristal, Jaguarão, Pelotas, Rio Grande, Santa Vitória do Palmar, Santana da Boa Vista, São José do Norte, São Lourenço do Sul e Turuçu.

## População
A população total é de 863.956 habitantes, dos quais 151.765 vivem na área rural, o que corresponde a 17,57% do total. Possui 32.160 agricultores familiares, 3.615 famílias assentadas e 36 comunidades quilombolas.